# Анисимов, Борис Иванович
Бори́с Ива́нович Ани́симов (27 июля 1907, Григорово ― 9 ноября 1997, Санкт-Петербург) ― российский и советский тромбонист, дирижёр, композитор и музыкальный педагог; артист и дирижёр Ленинградского театра оперы и балета им. Кирова, доцент Ленинградской консерватории и профессор Ленинградского института культуры имени Н. К. Крупской, народный артист РСФСР.

## Биография
Окончил 27-ю Советскую единую трудовую школу 2-й ступени Центрального р-на (1923–1924). Учился в Новгородском практическом институте народного образования, в Музыкальном техникуме при консерватории на оркестровом отделении по кл. тромбона у П. Н. Волкова (2 курса, 1925–1927), на курсах по подготовке в Высшее техническое учебное заведение (ВТУЗ) Учебного комбината промышленной кооперации им. В.М.Молотова (1931–?).
В 1930 году окончил Ленинградскую консерваторию по классу Петра Волкова (тромбон), Василия Калафати (композиция), Сергея Ельцина и Н. Хейфеца (дирижирование). С 1926 по 1937 год он играл на тромбоне в оркестре Ленинградского театра оперы и балета им. Кирова. С 1925 по 1941 год Борис Анисимов параллельно с работой в Кировском театре также дирижировал Ленинградским военным оркестром.
После более 10 лет работы в симфоническом оркестре Кировского театра, в 1938 году по предложению его главного дирижёра Ария Моисеевича Пазовского, Анисимов возглавил сценический оркестр этого театра. С этим коллективом связана большая часть творческого пути Бориса Анисимова. Он оставался на этом посту более 50 лет и ушёл на пенсию только в 1989 году в возрасте более 80 лет.
С 1944 года Анисимов преподавал в Ленинградской консерватории, с 1953 в звании доцента. С 1976 года он также являлся профессором Ленинградского института культуры имени Н. К. Крупской. Среди учеников Бориса Анисимова много известных музыкантов. Борис Анисимов — автор книг об ансамблевой игре на медных духовых инструментах и об инструментовке.

Композиторское наследие Бориса Анисимова включает в себя ряд произведений для духовых инструментов, ансамблей и духовых оркестров, ныне входящих в репертуар многих оркестров. Кроме оригинальных сочинений, Анисимов создал множество транскрипций и инструментовок для духового ансамбля. Эпизоды для сценического духового оркестра в сочинениях некоторых известных были выполнены именно Анисимовым. О работе с Анисимовым композитор Андрей Петров вспоминал: 
Когда в Кировском театре готовили к постановке мои оперы «Пётр Первый» и «Маяковский начинается», эпизоды для сценического духового оркестра я представлял в виде дирекциона, то есть не дифференцируя тембры. Эпизоды эти я просил оркестровать Бориса Ивановича, и всякий раз подтверждалось, что никто не сделал бы это лучше. Он рассказывал мне, что так же, как я, поступали мои коллеги, и среди них великий Прокофьев.
.

## Творчество
Творческая деятельность Бориса Анисимова была активной и разнообразной. Благодаря своим широким познаниям в области духовой музыки и большому опыту, он занимал видное место среди академических музыкантов Ленинграда. Его преемник на посту дирижёра сценического оркестра Мариинского театра Георгий Страутман дал Борису Анисимову следующую характеристику: 
Борис Иванович ― человек одержимый и удивительно талантливый. Он отличный композитор. Созданные им увертюра-фантазия «Крейсер „Варяг“», несколько сюит, марши, полонез, многочисленные обработки входят в репертуар едва ли не всех духовых оркестров, военных и штатских. Он прекрасный пианист, и никто не умеет на рояле так подражать тембрам духовых, как это делает Анисимов. Немаловажно и другое: Борис Иванович — человек высокой порядочности и доброты, всегда готовый прийти на помощь тому, кто в ней нуждается. Заложенные им традиции для нас святы.
.

## Награды и звания
- Заслуженный деятель искусств РСФСР (1956)
- Народный артист РСФСР (1978)

## Сочинения

### Методические работы
- Практическое пособие по инструментовке для духового оркестра (1960, 2-е изд. 1979)
- Практическое пособие для ансамблевой игры на медных духовых инструментах (1972)[7]

### Музыкальные произведения
- Увертюра-фантазия «Крейсер „Варяг“»[8]
- «Русская сюита»
- Песня без слов для трубы
- Поэма для валторны
- Марши: «Твёрдый шаг», «Молодость» (Шагает молодежь), «Революционное знамя»
- Скерцо
- Концертный этюд
- Дуэт для двух тромбонов на темы песен о революции ("Там вдали за рекой" и "Мы кузнецы")